# Мого великий
Мого великий (Moho bishopi) — вимерлий вид горобцеподібних птахів родини Mohoidae.

## Поширення та вимирання
Ендемік Гавайських островів. Був поширений у гірських лісах у східній частині острова Молокаї. Крім того, кістки птаха виявлені на острові Мауї.
Птаха відкрив у 1892 році британський колекціонер птахів Генрі Палмер. Востаннє птиха бачив у 1904 році орнітолог Джордж Мунро. У 1915 році Мунро спробував підтвердити чутки про зустрічі з птахом, але так і не знайшов його. У 1981 році відбулося нібито повторне відкриття виду на острові Мауї, однак воно не було підтверджено. Причиною вимирання, ймовірно, стала сукупність кількох антропогенних факторів — вирубування лісів, завезення чужорідних москітів, які поширили пташині хвороби, завезення пацюків, випасання худоби.

## Опис
Птах був завдовжки до 29 см. Хвіст досягав 10 см завдовжки. Основне оперення яскраво-чорного забарвлення. На верхньощелепних кістках, під крилами і хвостом жовте оперення.

## Спосіб життя
Про спосіб життя мало відомостей. Відомо, що птах живився нектаром.